# Brick (película)
Brick es una película estadounidense de 2005, dirigida por Rian Johnson. Protagonizada por Joseph Gordon-Levitt, Emilie de Ravin, Lukas Haas, Matt O'Leary, Nora Zehetner, Noah Fleiss, Richard Roundtree y Meagan Good.
Galardonada en el Festival de Cine de Sundance 2005, con el Premio especial del jurado (Rian Johnson). El premio Citizen Kane 2006 a la mejor dirección incipiente (Rian Johnson). El premio CFCA 2006: a mejor director promisorio (Rian Johnson), y 3 premios más de asociaciones estadounidenses de críticos de cine.

## Sinopsis
Brendan Frye (Joseph Gordon-Levitt) es un estudiante inteligente, muy seguro de sí mismo, a quien no le gusta inmiscuirse en las cosas de los demás. Un día, su exnovia, Emily (Emilie de Ravin), aparece nuevamente en su vida a través de una histérica llamada telefónica, en la cual ella nombra unas crípticas palabras : "brick", "pin", "tug", "poor Frisco". Al día siguiente, el cuerpo sin vida de Emily es encontrado yaciente en un lugar apartado. Brendan, que aún alberga sentimientos por ella, siente que tiene que hacer algo para descubrir la causa de su muerte, y decide, muy a disgusto, introducirse en los adinerados círculos sociales a los cuales pertenecía Emily. Acompañado de su único amigo llamado The Brain (Matt O'Leary) va descubriendo que un extraño personaje llamado The Pin (Lukas Haas) puede tener algo que ver con la muerte de ella, así como también otros siniestros personajes que se mueven en el peligroso mundo del tráfico de drogas. La investigación se torna cada vez más y más peligrosa.
- Datos: Q913439